# NGC 587
NGC 587 (również PGC 5746 lub UGC 1100) – galaktyka spiralna z poprzeczką (SBb), znajdująca się w gwiazdozbiorze Trójkąta. Odkrył ją Heinrich Louis d’Arrest 27 sierpnia 1862 roku.